# Julio César Strassera
Julio César Strassera (Comodoro Rivadavia, 18 de setembro de 1933 - Buenos Aires, 27 de fevereiro de 2015) foi um advogado e jurista argentino. Atuou como promotor durante o Julgamento das Juntas referente aos militares que atuaram na Ditadura militar argentina.

## Biografia

### Primeiros anos e formação acadêmica
Strassera nasceu em Comodoro Rivadavia no ano de 1933. Mudou-se para Buenos Aires, capital da Argentina para dedicar-se aos estudos de Direito na Universidade de Buenos Aires (UBA), onde obteve seu juris doctor no ano de 1963. Foi nomeado Secretário de um Tribunal Federal de Buenos Aires logo após o golpe de março de 1976, e mais tarde foi nomeado Procurador Federal.

### Papel durante a Guerra Suja
Sua gestão como Procurador Federal coincidiu com o auge da Guerra Suja na Argentina, regime adotado em meio a ditadura militar argentina, caracterizado por violência indiscriminada, e um grande número de Habeas Corpus foram solicitados em seu gabinete durante esse período, muitos de amigos e familiares de presos políticos. Strassera, no entanto, recusou-se a aceitar a maioria deles.
Alguns dos casos mais notáveis incluem o do ex-governador de Santa Cruz, Jorge Cepernic, que havia sido preso após o golpe, e cuja propriedade havia sido confiscada sem o devido processo legal e de Lidia Papaleo, sócia majoritária da fabricante de papel jornal Papel Prensa foi supostamente apreendido sob coação após a morte de seu marido, o financista David Graiver.

### Julgamento das Juntas
Strassera foi nomeado promotor após a eleição do presidente Raúl Alfonsín em 1983. Após a decisão do presidente em 4 de outubro de 1984 de julgar os principais membros da ditadura militar por um tribunal civil de apelações, Strassera recebeu o cargo de Conselheiro-Chefe para a Acusação do Ministro da Justiça, Carlos Alconada Aramburú.
Strassera nomeou como Promotor Adjunto Luis Moreno Ocampo, que na época atuava como advogado no departamento do Procurador-Geral. Os dois  haviam servido em cargos do Ministério da Justiça durante a ditadura e agora ambos iriam processar crimes contra a humanidade cometidos por seus líderes. Ambos também foram os únicos dos muitos promotores contatados que aceitaram os cargos desafiadores.
A dificuldade de reunir evidências e depoimentos de testemunhas relutantes para este julgamento – o primeiro processo desse tipo desde os Julgamentos de Nuremberg e o primeiro conduzido em um tribunal civil – foi agravada pela pressão de muitos dos envolvidos nos abusos e seus aliados. O escritório de Strassera foi contatado em diversas ocasiões pelo ex-ministro do Interior durante a ditadura, general Albano Harguindeguy. Durante o próprio julgamento, 29 ameaças de bomba foram recebidas em escolas de Buenos Aires e várias foram detonadas em instalações importantes do governo.
As audiências começaram oficialmente em 22 de abril de 1985, quando Strassera apresentou 709 casos ao tribunal presidente. No final, 280 casos foram ouvidos e 833 testemunhas depuseram, incluindo o ex-presidente general Alejandro Lanusse e o escritor Jorge Luis Borges. O número de réus, no entanto, foi reduzido para os nove principais membros da junta no poder de 1976 a 1982. Excluídos estavam os cerca de 600 oficiais acusados na época de abusos em tribunais de todo o país.
O último dia de depoimento ocorreu em 14 de agosto de 1985. Strassera apresentou acusações contra os nove réus - incluindo três ex-presidentes - em 11 de setembro. Ele argumentou que as sentenças para cada réu seriam ditadas pelo papel comprovado de cada junta militar nos casos ouvido pelo tribunal. O tribunal, no entanto, decidiu que a sentença deveria ser determinada pelo papel de cada ramo das Forças Armadas Argentinas em cada caso, diminuindo assim as sentenças para os comandantes da Força Aérea em julgamento.

Strassera apresentou argumentos finais em 18 de setembro, dizendo:
| “ | "Senhores juízes: quero renunciar expressamente a qualquer pretensão de originalidade para encerrar esta requisitória. Quero usar uma frase que não me pertence, porque pertence já a todo o povo argentino. Senhores juízes: nunca más!" | ” |

### Carreira posterior
A sentença penalizou os ex-presidentes Jorge Rafael Videla e Emilio Eduardo Massera à prisão perpétua, de três outros militares, sentenças mais leves e a absolvição de quatro outros por insuficiência de provas - o foi uma decepção para a maioria dos promotores dos julgamentos. A promulgação de 1986/87 da Lei Ponto Final e da Lei de Obediência Devida efetivamente interrompeu a maioria dos processos remanescentes, e os condenados foram finalmente perdoados em 1989 e 1990 pelo presidente Carlos Menem.
Em reconhecimento aos seus feitos na promotoria quanto os militares, Strassera representou a Argentina na Comissão das Nações Unidas para os Direitos Humanos (CNUDH) e organizações internacionais relacionadas. Após as indulgências de Menem, ele renunciou a seus cargos no governo e ingressou na Assembleia Permanente de Direitos Humanos, uma das principais organizações não governamentais de direitos humanos da Argentina. No entanto, por conta de posições posições políticas, o notável promotor e jurista permaneceria uma figura controversa na Argentina.
Strassera defendeu o prefeito de Buenos Aires, Aníbal Ibarra, durante seu julgamento de impeachment em 2005 contra acusações de negligência como principal magistrado da cidade durante o incêndio mortal na boate República Cromañón.
Mais tarde, tornou-se oponente do Kirchnerismo, apesar das inúmeras mudanças decretadas pelo presidente Néstor Kirchner que permitiram que os julgamentos dos perpetradores da Guerra Suja, até então imunes, prosseguissem. Durante as iniciativas, Strassera se opôs ao pedido de extradição contra a ex-presidente Isabel Perón (cuja autorização do Operativo Independência em 1975 provavelmente deu início à Guerra Suja), e insinuou que os Kirchner promoveram julgamentos contra oficiais indiciados por conveniência política. Em um dos embates de Strassera com os Kirchner, afirmou que "nunca fizeram nada pelos direitos humanos na Argentina" e, em vez disso, "se dedicaram a ganhar dinheiro".

## Morte
Strassera deu entrada na Clínica San Camilo em Caballito, Buenos Aires, em 16 de fevereiro de 2015, com quadro de hiperglicemia, e morreu dez dias depois aos 81 anos.
A então Presidente da Argentina, Cristina Kirchner, decretou dois de luto oficial no país, devido a atuação de Strassera no julgamento das juntas.

## Na cultura popular
Em 2022, foi interpretado pelo ator Ricardo Darín no longa-metragem Argentina, 1985, que foi indicado ao Oscar 2023 na categoria de melhor filme internacional.